# Tasmanaria edentula
Tasmanaria edentula är en nässeldjursart som först beskrevs av V.S. Bale 1924 .  Tasmanaria edentula ingår i släktet Tasmanaria och familjen Sertulariidae. Inga underarter finns listade i Catalogue of Life.